# Brookula benthicola
Brookula benthicola is een slakkensoort, de plaatst in een familie is onzeker. De wetenschappelijke naam van de soort is voor het eerst geldig gepubliceerd in 1956 door Dell.